# Isak Lindström
Isak Lindström, även Lars Lindström, död 1793 i Ovansjö, var skarprättare i Gävleborgs län åren 1783–1793.
Han dömdes 1790 vid Alfta tingslags häradsrätt till tio par spö för att ha hotat med kniv.